# Majid Qodiriy

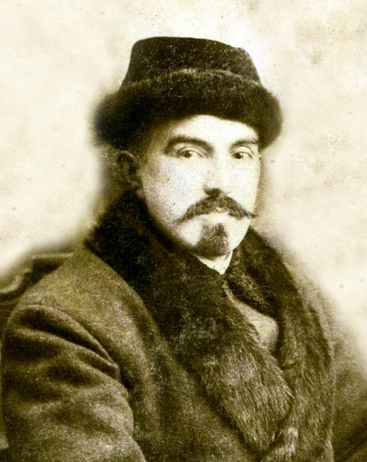
Abdul-Majidxon Qori Abdul-Qodirxon Qori o'g'li

Majid Qodiriy (eigentlicher Name Abdul-Majidxon Qori Abdul-Qodirxon Qori o'g'li (Qodirov); usbekisch Abdul-Majidxon Qori Abdul-Qodirxon Qori o'g'li; * 2. Oktober 1886 in der Mahalla Кори Ёгди, Scheichantachur-Bezirk, Taschkent; † 4. Oktober 1938 in der Nähe der Alvastikuprik-Brücke, Yunusabad-Bezirk, Taschkent) war ein Gelehrter, usbekischer Literaturwissenschaftler, Autor der ersten Lehrbücher in usbekischer Sprache über Literatur, Geschichte und Mathematik, ein öffentlicher Aktivist und Publizist und einer der Begründer des Dschadidismus in Turkestan.

## Leben
Majid Qodiriy wurde in einer Familie von Geistlichen im Stadtteil „Кори Ёгди“ der Sheikhanturkhur-Daha (Teil) der Stadt Taschkent geboren. Er absolvierte die Stadtschule und dann eine höhere Bildungseinrichtung des östlichen Typs (Madrasa, 1903–1912). Seine berufliche Laufbahn begann er als Lehrer in der türkischen Schule „Usuli-Savtiya“ (traditionelle Methode) und später in den Schulen „Usuli-Cadidia“ (neue Methode) in Taschkent sowie in einer russisch-einheimischen Schule und Madrasa.
Er beherrschte Persisch, Arabisch, Osmanisch, Russisch und Englisch.
Ab 1906 unterrichtete er Mathematik in der russisch-einheimischen Schule und leitete sie bis zur Revolution 1917 in Taschkent.
Im Jahr 1910 wurde der erste Teil des Lehrbuchs „Hisob“ (Rechnung) für die Anfangsklassen der neuen Schulen mit einem zusätzlichen Übungsbuch veröffentlicht. Im Jahr 1913 wurde eine vom Autor überarbeitete Version des Lehrbuchs als Hauptlehrbuch für alle neuen Schulen anerkannt.
Im Jahr 1914 wurde der zweite Teil des Lehrbuchs „Hisob“ (Rechnung) für die älteren Klassen der neuen Schulen veröffentlicht, der als Fortsetzung des ersten Teils diente.
Von 1917 bis 1919 leitete er die von der Dschadidismus-Bewegung in Taschkent gegründete Schule „Turon“ in der Altstadt.
Von 1919 bis 1920 war er Leiter der pädagogischen Kurse an der „Turan“-Schule.
Ab 1918 war er Mitglied der Kommunistischen Partei.
Von 1920 bis 1921 leitete er das naturhistorische pädagogische Labor in Taschkent.
Er nahm aktiv an der Ausarbeitung der Grammatik der usbekischen Sprache teil und war als spezielles eingeladenes Mitglied im Rat des Ersten Kongresses der usbekischen Sprache und Grammatik tätig, der vom 1. bis 5. Januar 1921 in Taschkent stattfand.
Im Jahr 1921 unterrichtete er auch an einer Pfadfinder-Schule.
Von 1921 bis 1923 war er als Organisator und Direktor des Arbeitsfakultäts der Turkestan State University (heute Nationale Universität Usbekistan) tätig und gleichzeitig Leiter des Experimental- und Forschungslabors an der Universität.
Am 23. März 1923 wurde ihm aufgrund besonderer Verdienste und seiner langjährigen aktiven Tätigkeit im Bereich Bildung der Titel „Held der Arbeit“ verliehen.
Von 1923 bis 1925 war er Direktor des Uzbekimpros (Uzbekistan Institute for the Study of National Problems), Direktor des Naturschutz-Museums und Berater und Organisator des landwirtschaftlichen Museums in der Altstadt von Taschkent.
Im Jahr 1924 arbeitete er auch als Mitarbeiter der Waqfabteilung der Stadt Taschkent.
Von 1924 bis 1926 war er stellvertretender Vorsitzender des Komitees für Museen und Denkmalschutz von Sredazkomstari (Komitee für Denkmalschutz von Mittelasien) und stellvertretender Vorsitzender des Turkistan Education Committee.
1925 war er maßgeblich an der Rückführung des „Osman Quran“ von Ufa nach Taschkent beteiligt und gehörte der Kommission von Sredazkomstari an, die die Echtheit des „Osman Quran“ bestätigte.
1925 nahm er als Vertreter des Zentralen Exekutivkomitees und des Rates der Volkskommissare der UsSSR in Paris an der Pariser Ausstellung teil. Auf dem Weg nach Paris machte er einen Zwischenstopp in Berlin und traf sich mit usbekischen Studenten, die in Deutschland studierten.
Von 1926 bis 1928 war er Leiter der Baumwollschule und der landwirtschaftlichen Fachschule beim Hauptkomitee für Baumwolle in Taschkent.
Ab 1928 leitete er das Physiklaboratorium an der Central Asian State University (SAGU, ehemals Turkestan State University).
Von 1928 bis 1930 war er Dekan des Arbeitsfakultäts an der SAGU und Leiter des Geschichtskabinetts an der Universität.
Anfang 1929 wurde er aus der Kommunistischen Partei ausgeschlossen und 1930 von allen Führungspositionen entbunden. Dies geschah aufgrund von Denunziationen fanatischer Befürworter der sowjetischen Kolonisation, die in dieser Zeit große Erfolge bei der „Beseitigung“ prominenter Persönlichkeiten in Zentralasien erzielten. Neben den Denunziationen trugen auch diffamierende Artikel, die zwischen 1929 und 1930 in der Presse erschienen und falsche Anschuldigungen erhoben, zu seiner Verhaftung bei. Die in diesen Artikeln erhobenen Vorwürfe wurden jedoch nie bewiesen.
1937 wurde er von der NKWD als „Volksfeind“ verhaftet. Nach offiziellen Dokumenten des Strafverfahrens wurde er am 2. April 1938 verhaftet.
Majid Qodiriy wurde posthum vom Militärkollegium des Obersten Gerichtshofs der UdSSR rehabilitiert.

## Aufklärungstätigkeit
Majid Qodiriy war der Autor der ersten Lehrbücher für Arithmetik (Majid Qori Qodiri, „Hisob, Band 1 und Band 2 (Математикадан бошлангич таълим асослари) (Grundlagen des Mathematikunterrichts)“, Taschkent 1910, neu aufgelegt in den Jahren 1913, 1914 und 1915 vom Verlag „Turkiston Kutubxonasi“ (Bibliothek von Turkestan)), Geographie (Majid Qori Qodiri, „Zhugrofiya“, Taschkent 1911) und Grammatikbücher in der chagataiisch-türkischen (usbekischen) Sprache, die in den „Neumethodenschulen“ in Turan eingeführt wurden.
Majid Qodiriy war ein entschiedener Verfechter der Befreiung Turkestans von der feudalen Ordnung durch Bildungsreformen und die Steigerung der Alphabetisierung des usbekischen Volkes. Er strebte die Schaffung eines entwickelten, national-bürgerlichen Staates an.

## Veröffentlichte Artikel
1. Эски шахар Шайхантохур даха Окмасжид махалласидаги 3 болалар богчасида «Ишчи факультети» очилур. «Кизид байрок». 10. November 1921.
2. Эски Тошкент факультети тугрисида. «Кизил байрок». 1. August 1922
3. Тажриба кабинетлари. «Кизил байрок». 13. April 1923
4. Ахлоксиз болалар уйи очилсин. «Туркистон», 13. Januar 1924
5. Укиш йилига объём. «Туркистон», 31. Oktober 1924
6. Маориф уйининг расм кушоди. «Туркистон», 17. Juli 1924
7. Зарафшон музофотида тарих, осориатикалар кумитаси. «Кизил Узбекистон» 16. März 1925
8. Узбекистон музаси. «Кизил Узбекистон» 24. März 1925
9. Бойларнинг мактаниш уяси.Zeitschrift «Ер юзи», Nr. 2, 1925
10. Париж хотиралари.Zeitschrift «Ер юзи», Nr. 3, 1925
11. Парижда Узбекистон. Zeitschrift «Ер юзи», Nr. 7, 1926
12. «Нозик маданият» жойлашган ер. Zeitschrift «Ер юзи», Nr. 20, 1927
13. Жахон йулларининг манзили. Zeitschrift «Ер юзи», Nr. 23, 1927
14. Чопкир отлар. Zeitschrift «Ер юзи», Nr. 25, 1927 usw.